# Асен Чолаков (офицер)
Вижте пояснителната страница за други личности с името Асен Чолаков.
Асен Георгиев Чолаков е български военен, генерал-майор и революционер.

## Биография
Чолаков е роден в Трън в семейството на революционера от Долно Драглища Георги Николов Чолаков. Завършва Военното училище в София в 1900 година с чин подпоручик и постъпва на служба в Тринадесети пехотен рилски полк.
В 1902 година при избухването на Горноджумайското въстание еленчани, начело със съпругите на полковник Драгиев и майор Момчилов с щедри дарения организират и въоръжават отряд от 20 души запасни войници, начело с майор Чолаков и капитан Стойчо Гаруфалов с подвойвода Христо Сираков. При пристигане в Горноджумайско обаче, тъй като войниците в четата са добре обучени бивши войници, по решение на щаба на въстанието, начело със Стефан Николов, четата е разформирована и войниците ѝ се включват в четите на Дончо войвода, Георги Пелтека, Васе Пехливана, Павел Давков.
През 1903 година напуска службата и взима участие в Илинденско-Преображенското въстание. Участва в Балканската (1912 – 1913), Междусъюзническата (1913) и Първата световна война (1915 – 1918). През 1922 е началник на гарнизона в Мехомия. В началото на 1923 година става заместник-командир на Седма пехотна рилска дивизия. Служи като началник на гранични сектори в Свети Врач, Бургас и Елхово. В 1930 година постъпва в Министерството на войната. След като се уволнява е избран за председател на Съюза на запасните офицери.
Погребан е в Централните софийски гробища.

## Военни звания
- Подпоручик (1901)
- Поручик (1904)
- Капитан (15 октомври 1908)
- Майор (30 май 1916)
- Подполковник (30 май 1918)
- Полковник (30 януари 1923)
- Генерал-майор